# 入植 Part.1
「入植 Part.1」（原題:Colony）は『X-ファイル』のシーズン2第16話で、1995年2月10日にFOXが初めて放送した。なお、本エピソードは「ミソロジー」に属するエピソードである。

## スタッフ
- 監督:ニック・マーク
- 脚本:クリス・カーター
- 原案:デヴィッド・ドゥカヴニー、クリス・カーター

## キャスト

### レギュラー
- デイヴィッド・ドゥカヴニー - フォックス・モルダー特別捜査官
- ジリアン・アンダーソン - ダナ・スカリー特別捜査官

### ゲスト
- ミッチ・ピレッジ - ウォルター・スキナーFBI副長官
- ミーガン・リーチ - サマンサ・モルダー
- ピーター・ドゥナット - ウィリアム・モルダー
- レベッカ・トゥーラン - ティナ・モルダー
- ダナ・グラッドストーン - ランドン・プリンス博士/グレゴリーのクローンたち
- ブライアン・トンプソン - バウンティハンター
- トム・バトラー - アンブローズ・チャペル
- アンドリュー・ジョンストン - バレット・ワイス捜査官

## ストーリー
北極の野戦病院で、瀕死状態のモルダーは冷たい水の中に入れられていた。すぐ近くで、スカリーは「モルダーを助けるためにはこうするしかない」と医師たちに説明していた。そんな中、モルダーは心停止状態に陥る。
冒頭のシーンの2週間前、ボーフォート海にUFOらしき物体が墜落した。そのUFOに乗っていたバウンティハンターは生きており、地球での活動を開始した。2日後、バウンティハンターはペンシルベニア州スクラントンの中絶クリニックを訪れ、そこで働いていた医師を殺した。その殺害方法はとても奇妙なもので、首の後ろを謎の針で突き刺すというものであった。殺害後、ハンターはクリニックに火を放った。モルダーは匿名のEメールでその事件の存在を知った。スクラントンの医師のほかにもう2人が同様の手口で殺害されていた。不思議なことに、その3人の顔はまるで3つ子のようにそっくりだった。3人のうちの一人を脅迫していたプロライフ派の牧師からニューヨーク州のシラキュースにも3人と同じ顔をした医師がいるという情報を得る。その医者、アーロン・ベイカー医師を探し出すため、モルダーは新聞広告を出す。
モルダーは同僚のバレット・ワイス捜査官にベイカーの保護を依頼した。しかし、2人はバウンティハンターに殺されてしまった。バウンティハンターはワイス捜査官の姿に変身し、ベイカーの自宅にやって来たモルダーとスカリーに「ベイカー医師はここにはいないよ。」と告げた。ワイス捜査官の殉職を知ったスキナー副長官は捜査の打ち切りを決めた。 ところが、2人にCIAのエージェント、アンブローズ・チャペルが接触してきた。チャペルによると、殺された医者たちはソビエト連邦が作り出したクローン人間で、ロシアとアメリカの両政府がその粛清を行っているのだという。チャペルはジェームズ・ディケンズ医師もクローン人間の一人なので、保護すべきだと2人に言った。3人はディケンズ医師の元へ向かった。しかし、ディケンズ医師はチャペルの姿を見た途端に逃げ出してしまった。実は、チャペルはバウンティハンターが変身したものであった。しかし、チャペルの正体を知らないモルダーとスカリーは、チャペルの言ったことを信じてしまうのだった。
バウンティハンターはチャペルを殺害することに成功する。ここに至って、スカリーはチャペルに不信感を抱いた。しかし、モルダーはチャペルの話を信用すると言って聞かなかった。スカリーがワイスの死体を解剖したところ、彼の血液は凝固しており、赤血球数も異常なほど増加していることが判明する。また、スカリーはディケンズ医師の家で見つけたメモ書きに記されていた住所へ向かった。そこは研究所であった。チャペルはその研究所の存在を隠滅しようとしていたのである。その頃、モルダーは父親のウィリアムから妹のサマンサが帰って来たと聞き、実家を訪れる。サマンサは9歳ころの記憶がないままに今まで生きていたが、最近受けた催眠治療で自らがサマンサ・モルダーであることを思い出したのだという。
サマンサは「バウンティハンターとクローン人間は異星人なの。クローンを殺し次第、ハンターは私を捕まえにやってくるわ。」とモルダーに言う。その頃、スカリーはバウンティハンターから身を隠すためにホテルに向かった。しばらくしてからスカリーが研究所に戻ると、4体のクローン人間がそこにいた。彼らは「自分たちが最後の生き残りだ。」と言う。スカリーは4人の身柄を保護しようとしたが、バウンティハンターはそれに勘付いていた。ハンターはモルダーに変身してスカリーの部屋を訪れた。まもなく、スカリーの携帯電話に本物のモルダーから電話がかかって来た。

## 製作
当初、ウィリアム・モルダー役には、『事件記者コルチャック』で主演を務めたダーレン・マクギャヴィンが起用される予定だったが、マクギャヴィンのスケジュールの都合が合わず、ピーター・ドゥナットが代わりに起用された。
バウンティハンター役のブライアン・トンプソンはオーディションで選出された。プロデューサーのクリス・カーターとフランク・スポットニッツはバウンティハンターを後のエピソードでも登場させようと考えていたため、特に念入りに検討が行われた。スポットニッツはトンプソンの容貌が極めて特徴的である（特に顔と口）ことから、彼を起用するべきだとカーターに言ったという。正式に出演が決まった後、製作スタッフはトンプソンのエージェントに「バウンティハンターは空軍のパイロットのような存在だ。だから、トンプソン氏には髪を短く整えてもらいたい。」と伝えた。しかし、手違いでそれがトンプソンに伝わらなかった。そのため、本エピソードにおけるバウンティハンターの髪型は当初のコンセプトから外れたものになってしまった。
カーターは本エピソードを「『X-ファイル』で展開される「ミソロジー」の内容を決定づけた作品だ。」と位置付けている。それに大きく貢献したのがドゥカヴニーであった。ドゥカヴニーはバウンティハンターとモルダーの妹、サマンサの成長した姿をシリーズに登場させてはどうかと提案したのである。また、アイスピックのようなエイリアンの武器が発射されるシーンは、バウンティハンターを演じるトンプソンの腕に空気チューブをつけて撮影された。その発射時の音は、地球外の武器を思わせるような独特のものでなくてはならなかったため、試行錯誤が重ねられた。最終的に、プロデューサーのポール・ラブウィンがマイクロフォンに声を吹き込んだときに生じたノイズが採用された。
シーズン1第8話「氷」の段階で、カーターは北極を舞台にしたエピソードを作ろうとしていた。しかし、シーズン1制作時には、それができるだけの製作費と機材がなかった。 しかし、本エピソードの撮影に当たっては、カナダ海軍から退役済みマッケンジー級駆逐艦を使った撮影の許可が出た。それを使って、砕氷船のシーンを撮影することができたのである。

## 評価
1995年2月10日、FOXは本エピソードを初めてアメリカで放映し、1590万人の視聴者（980万世帯）を獲得した。
『エンターテインメント・ウィークリー』は本エピソードにB+評価を下し、「揺れ動く信念とアイデンティティの網の目を解きほぐすには、しっかりと集中してこのエピソードを視聴しなければならない。それだけの集中力を費やす価値はある。」と評している。『A.V.クラブ』のザック・ハンドルンは本エピソードにA評価を下し、「X-ファイルの完成形だ。」「シーズン2に至って、我々視聴者はサマンサの姿を見ることができた。しかし、そこで明かされる事実は衝撃的で、我々を動揺させるものだった。」「冒頭のフラッシュフォワードとコールドオープンはうまい見せ方だと思う。」と述べている。
ミシェル・ブッシュはその著書『Myth-X』で本エピソードで登場人物が抱えるモラル・ジレンマについて言及している。ブッシュは「表面だけを見れば、モルダーが真実を追い求めようとするのは正しい行いだといえる。しかし、モルダーの行為の結果は正義とは思えないものになっている。」「一般的に言って、一人の人間（ないしエイリアン）の生命を尊重すべきだというイデオロギーはうまく機能するものである。しかし、モルダーの信念は彼の生活の中でうまく機能しているとは言い難い。」と述べている。また、本エピソードにおけるモルダーの描写が従来のジェンダー・ロールを反転させたものになっていると指摘する論文がある。「長年行方を追っていた愛しい妹が目の前に現れた時にモルダーが率直に感情を表現し、自分の弱さをさらけ出したのは女性的である」と主張する論文である。